# فارمنغتون (مقاطعة بولك)
فارمنغتون، مقاطعة بولك (بالإنجليزية: Farmington, Polk County, Wisconsin)‏ هي بلدة تقع بولاية ويسكونسن في الولايات المتحدة. تبلغ مساحتها 116.3 (كم²)، وترتفع عن سطح البحر 314 م، بلغ عدد سكانها 1625 نسمة في عام 2000 حسب إحصاء مكتب تعداد الولايات المتحدة وتصل الكثافة السكانية فيها 14.3 نسمة/كم2.

## وصلات خارجية
- http://www.farmingtontown.com
- The US50 - Cities and Towns in Wisconsin State
- Wisconsin Cities and Towns, Facts, Map, Flag, Colleges, Government, and More